# ینال اباظه
ینال اباظه (عربی: ينال أباظة؛ زادهٔ ۱ مهٔ ۱۹۷۶) بازیکن فوتبال اهل سوریه بود.
از باشگاه‌هایی که در آن بازی کرده‌است می‌توان به باشگاه ورزشی الوحدات و باشگاه ورزشی الوحده (سوریه) اشاره کرد.
وی همچنین در تیم ملی فوتبال سوریه بازی کرده‌است.